# Numerele de înmatriculare auto în Macedonia de Nord

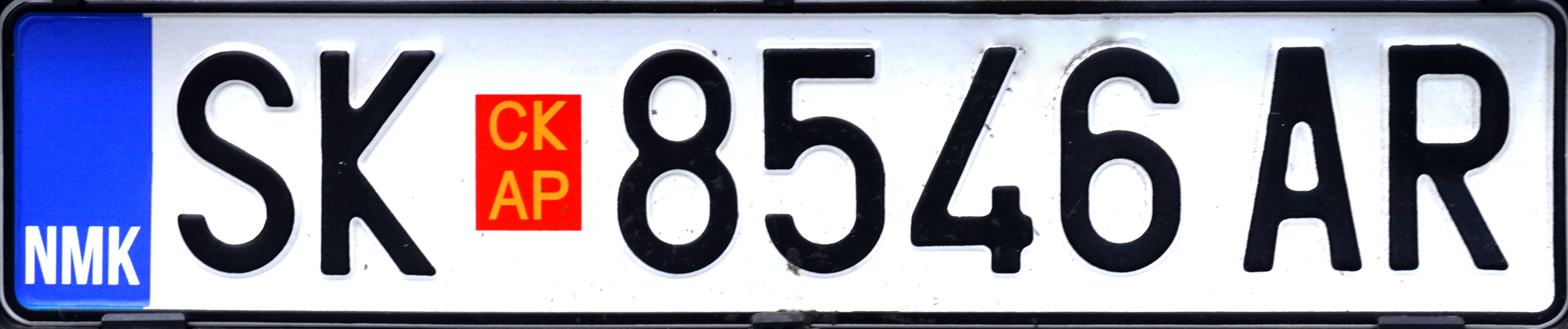
Număr de înmatriculare din Republica Macedonia de Nord (februarie 2019–prezent)

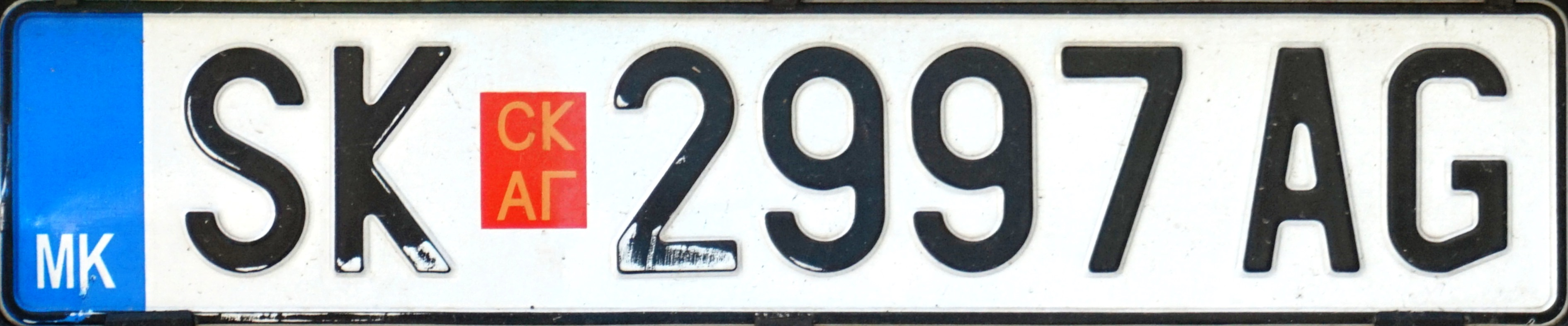
Număr de înmatriculare din Republica Macedonia (februarie 2012–februarie 2019)

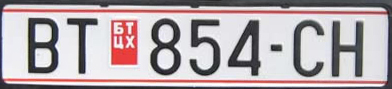
Număr de înmatriculare vechi din Republica Macedonia (1993–2012)

Harta cu codurile municipiilor din 2012

Numerele de înmatriculare sunt formate din codul de regiune (două litere), de 4 cifre și două litere (exemplu: BT 1234 MG). Pe partea stângă este un câmp albastru cu codul internațional de înmatriculare a vehiculului pentru Republica Macedonia de Nord -  NMK. Anterior, codul folosit era MK, acesta fiind modificat odată cu numele țării prin Acordul de la Prespa. Se observă o tendință a proprietarilor de autovehicule de a lipi un abțibild peste însemnul NMK în semn de dezacord cu schimbarea numelui țării.

## Coduri
Numerele de înmatriculare din Republica Macedonia de Nord în ordine alfabetică::
| Cod | Regiune       | Municipiile acopertie de coduri                                                           |
| --- | ------------- | ----------------------------------------------------------------------------------------- |
| BT  | Bitola        | Bitola, Demir Hisar, Kruševo, Mogila, Novaci                                              |
| GE  | Gevgelija     | Gevgelija, Bogdanci, Valandovo, Dojran                                                    |
| GV  | Gostivar      | Gostivar, Vrapčište, Mavrovo i Rostuša                                                    |
| KA  | Kavadarci     | Kavadarci, Demir Kapija, Negotino, Rosoman                                                |
| KI  | Kičevo        | Kičevo , Vraneštica, Drugovo, Zajas, Makedonski Brod, Oslomej, Plasnica                   |
| KO  | Kočani        | Kočani, Delčevo, Vinica, Berovo, Zrnovci, Makedonska Kamenica, Pehčevo, Češinovo-Obleševo |
| KP  | Kriva Palanka | Kriva Palanka, Rankovce                                                                   |
| KU  | Kumanovo      | Kumanovo, Kratovo, Lipkovo, Staro Nagoričane                                              |
| OH  | Ohrid         | Ohrid, Resen, Debarca                                                                     |
| PP  | Prilep        | Prilep, Dolneni, Krivogaštani                                                             |
| RA  | Radoviš       | Radoviš, Konče                                                                            |
| SK  | Skopje        | Skopje, Aračinovo, Zelenikovo, Ilinden, Petrovec, Sopište, Studeničani, Čučer-Sandevo     |
| SU  | Struga        | Struga, Vevčani, Debar, Centar Župa                                                       |
| SR  | Strumica      | Strumica, Bosilovo, Vasilevo, Novo Selo                                                   |
| ST  | Štip          | Štip, Sveti Nikole, Probištip, Karbinci, Lozovo                                           |
| TE  | Tetovo        | Tetovo, Bogovinje, Brvenica, Želino, Jegunovce, Tearce                                    |
| VE  | Veles         | Veles, Gradsko, Čaška                                                                     |